# Acrochaetiales
Acrochaetiales es un tipo de alga floridofícea y de diferentes tamaños llegando algunas a ser microscópicas.

## Características del Orden Achrocaetiales
- Marinos y dulceacuícolas.
- Con talos filamentosos simples o ramificados, su porción basal se fija al sustrato.
- Habitan en la zona intermareal y hasta 300 m de profundidad en el mar.
- Poseen células con un solo arqueplasto lobado estrellado y un pirenoide.
- Sus células están interconectadas por sinapsis primarias.
- La pared celular está compuesta en su mayoría por celulosa y polisacáridos.
- Reproducción es asexual por monósporas o tetrasporangios cruzados.
- Células de soporte ausentes y tampoco tienen células auxiliares.